# Community Reinforcement Approach
Community Reinforcement Approach (in Deutschland Gemeindeorientierte Suchttherapie genannt) ist die Bezeichnung für ein verhaltenstherapeutisches Behandlungskonzept bei Abhängigkeitserkrankungen, dessen Kernelement die positive Verstärkung aus dem sozialen Umfeld ist, wobei die positiven Verstärker des Suchtmittelkonsums reduziert und die der Suchtmittelabstinenz ausgebaut werden.
Der Community-Reinforcement Approach wurde 1973 von Nathan Azrin und George Hunt in den USA entwickelt. Bekannteste Protagonisten der Methode sind derzeit (Stand 2011) Robert J. Meyers und Jane Ellen Smith von der University of New Mexico sowie in Deutschland Martin Reker (Klinik für Psychiatrie und Psychotherapie in Bethel). 
Basis einer CRA-Behandlung ist die Verhaltensanalyse von Konsum- und Abstinenzprozessen des Patienten. Darauf aufbauend wird ein Abstinenz-Konto geschaffen, wobei auch Disulfiram verwendet wird. Während der so herbeigeführten Abstinenzphasen werden im gewohnten Lebensumfeld abstinenzfördernde Verhaltensweisen stabilisiert.